# Rudolf Burckhardt (Baumeister)

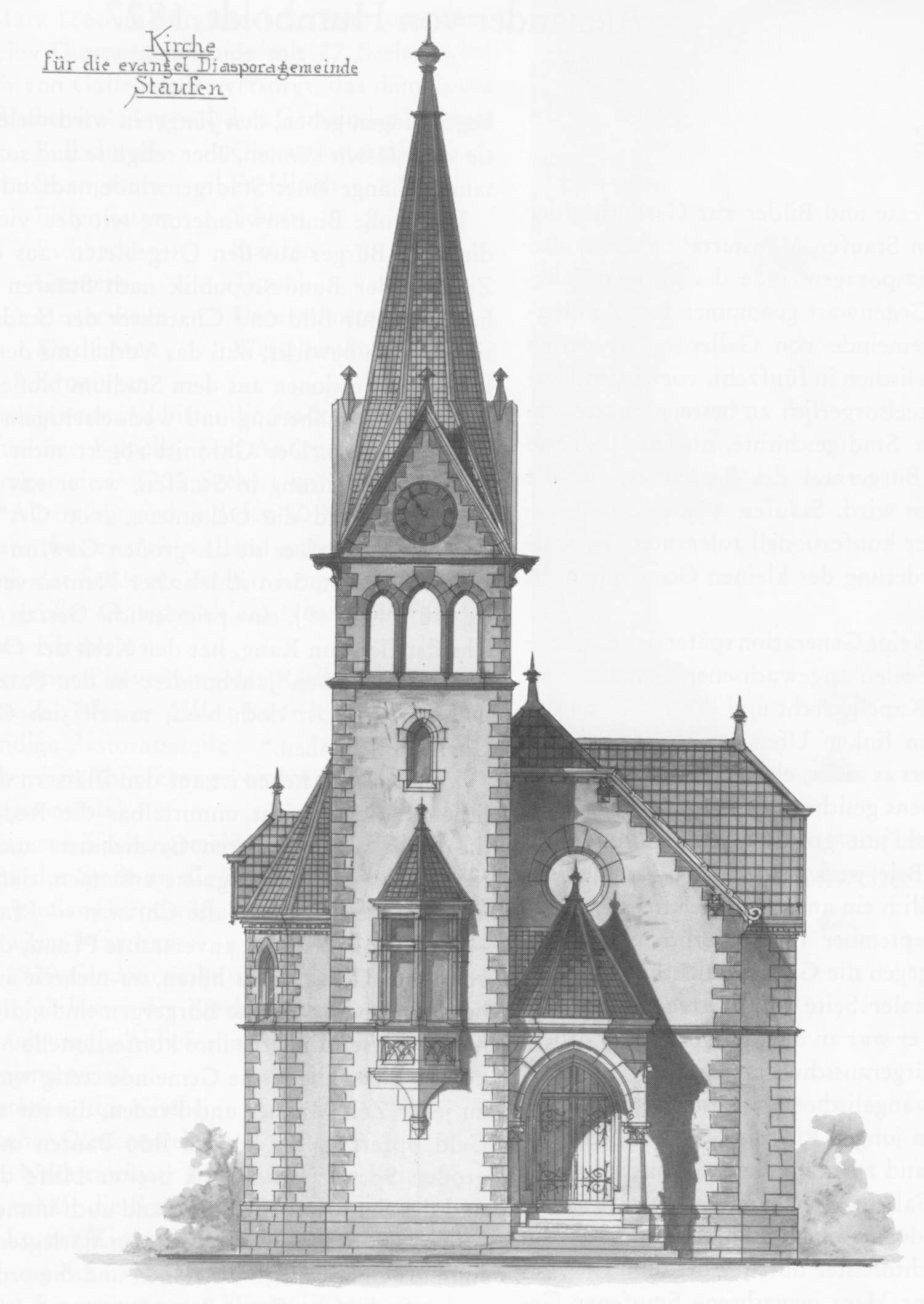
Entwurfszeichnung der evangelischen Kirche in Staufen, 1897

Rudolf Burckhardt (* 25. Juni 1851 in Karlsruhe; † 26. März 1914 ebenda; vollständiger Name: Rudolf Jakob Georg Burckhardt) war ein deutscher Architekt und badischer Baubeamter, der im Großherzogtum Baden vor allem evangelische Kirchen entwarf.

## Leben
Burckhardt war Sohn des Karlsruher Bürgers und Bäckermeisters Jakob Rudolf Burckhardt und dessen Ehefrau Luise Burckhardt geb. Keßler. Nachdem er 1877 das Staatsexamen für das Baufach abgelegt hatte, unternahm er im Folgejahr eine Studienreise nach Italien und Paris. 1884 wurde er bei der Bezirksbauinspektion Wertheim eingesetzt und nach einer Zwischenstation in Emmendingen 1887 wiederum in Wertheim zum Bezirksbauinspektor befördert. Im selben Rang war er 1892 in Konstanz tätig. Von dort wurde er 1894 als Nachfolger des verstorbenen Ludwig Diemer zum Kirchenbauinspektor im Vorstand der Evangelischen Kirchenbauinspektion Karlsruhe ernannt. 1901 folgte die Beförderung zum Kirchenbaurat. 1906 wurde ihm das Ritterkreuz I. Klasse des großherzoglich badischen Ordens vom Zähringer Löwen verliehen.

## Bauten und Entwürfe
Soweit nicht anders angegeben, sind alle seine Kirchenbauten im neugotischen Stil gestaltet. Aufgeführt sind nur Neubauten, keine Umbauten. Pfarrhäuser, Gemeindehäuser und Kindergärten sind nicht berücksichtigt.
| Jahr      | Bild | Gebäude                                                                          | Ort                       | Anschrift                                    | Bemerkungen |
| --------- | ---- | -------------------------------------------------------------------------------- | ------------------------- | -------------------------------------------- | --- |
| 1897      |      | Evangelische Kirche                                                              | Markdorf                  | Weinsteig 1                                  | |
| 1897–1898 |      | Evangelische Trinitatis-Kirche                                                   | Triberg im Schwarzwald    | Friedrichstraße 6                            | |
| 1898      |      | Evangelische Kirche                                                              | Riegel am Kaiserstuhl     | Forchheimer Straße 4                         | |
| 1898–1899 |      | Evangelische Martin-Luther-Kirche                                                | Staufen im Breisgau       | Münstertäler Straße 1                        | |
| 1898–1899 |      | Evangelische Friedenskirche                                                      | Tiefenbronn               | Franz-Josef-Gall-Straße 1                    | |
| 1899      |      | Evangelische Kirche                                                              | Radolfzell am Bodensee    | Bismarckstraße (zur Bauzeit: Johannesstraße) | 1963 abgebrochen zugunsten der an anderer Stelle errichteten Christuskirche |
| 1897–1900 |      | Entwürfe für die evangelische Lutherkirche                                       | Karlsruhe                 |                                              | Den Entwürfen mit einem neugotischen Zentralraum wurde nicht zugestimmt. |
| 1900–1901 |      | Evangelische Christuskirche                                                      | Ettenheim                 | Johann-Baptist-von-Weiß-Straße 23            | |
| 1900–1901 |      | Evangelische Melanchthonkirche                                                   | Furtwangen im Schwarzwald | Baumannstraße 35                             | |
| 1902      |      | Friedhofskapelle                                                                 | Karlsruhe-Durlach         | Am Friedhof 6                                | |
| 1902      |      | Evangelische Friedenskirche                                                      | Wyhlen am Hochrhein       | Rheinfelder Straße 25                        | |
| 1902      |      | Evangelische Erlöserkirche                                                       | Kippenheimweiler          | Kaiserswaldstraße 4                          | |
| 1902      |      | Evangelische Kirche                                                              | Buchenberg                | Dörfle 15                                    | |
| 1902–1903 |      | Evangelische Christuskirche                                                      | Tennenbronn               | Kirchstraße 8                                | |
| 1904      |      | Fabrikgebäude der Glockengießerei Bachert und der Feuerwehrgeräte-Fabrik Bachert | Karlsruhe                 | Bannwaldallee 44                             | |
| 1904      |      | Evangelische Kirche (Friedenskirche?)                                            | Hausach                   | Eisenbahnstraße 58                           | |
| 1904      |      | Evangelische Kirche                                                              | Breisach                  |                                              | Am 7. und 8. Februar 1945 durch US-Bomber zerstört |
| 1905      |      | Evangelische Christuskirche                                                      | Tiengen am Hochrhein      | Schwarzenbergstraße 2                        | |
| 1905–1906 |      | Evangelische Kirche                                                              | Heidelsheim               | Merianstraße 20                              | Die Kirche entstand anstelle des Langhauses der Stadtkirche zwischen deren 1868 erbauten Kirchturm und dem für die katholische Kirchengemeinde verbliebenen Chor (Martinskapelle), der dann 1980 ebenfalls von der evangelischen Gemeinde übernommen wurde. |
| 1906      |      | Evangelische Waldenserkirche                                                     | Karlsruhe-Palmbach        | Talstraße 43                                 | Waldenser |
| 1906–1908 |      | Evangelische Kirche                                                              | Biesingen                 | Kirchplatz 6                                 | |
| 1907      |      | Evangelische Kirche                                                              | Nonnenweier               | Hauptstraße 17                               | |
| 1907–1908 |      | Evangelische Auferstehungskirche                                                 | Karlsruhe-Rüppurr         | Lange Straße 78                              | neobarock |
| 1908      |      | Evangelische Kirche                                                              | Endingen am Kaiserstuhl   | Forchheimer Straße 4                         | |
| 1908      |      | Evangelische „Kirche am Berg“                                                    | Herbolzheim               | Hofestraße 9                                 | |
| 1908      |      | Evangelische Christuskirche                                                      | Achern                    | Allerheiligenstraße 7                        | neoromanisch |
| 1911      |      | Evangelische Melanchthonkirche                                                   | Bruchsal-Helmsheim        | Karl-Friedrich-Straße 20                     | |